# Shōkaku
Le Shōkaku (翔鶴, Shōkaku, grue en vol) était un porte-avions de la classe du même nom construit pour la Marine impériale japonaise à la fin des années 1930. En compagnie de son sister-ship le Zuikaku, il participe aux opérations navales majeures de la guerre du Pacifique lors de la Seconde Guerre mondiale, parmi lesquelles l'attaque de Pearl Harbor, le raid sur Ceylan, la bataille de la mer de Corail et la campagne de Guadalcanal. En juin 1944, alors qu'il est en route pour les îles Mariannes, le Shōkaku est torpillé par un sous-marin américain durant la bataille de la mer des Philippines.

## Caractéristiques

### Contexte et généralités

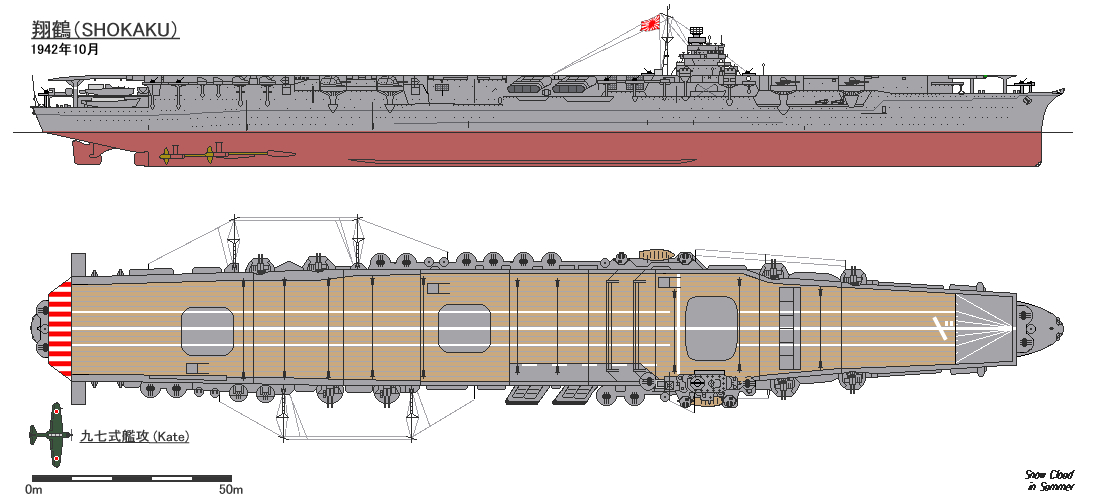
Dessin en couleur du Shōkaku en octobre 1942.

L'État-major de la Marine impériale japonaise, fort de l'expérience apportée par les nombreux porte-avions déjà conçus, imagine un navire pouvant égaler la capacité d'accueil de 96 avions de l'Akagi et du Kaga, la vitesse du Hiryū et l'armement défensif du Kaga. Ce navire doit aussi posséder un blindage et un rayon d'action supérieurs aux porte-avions existants. Les concepteurs du Département technique de la Marine impériale japonaise décident de partir sur la base d'un Hiryū agrandi et amélioré, avec l'îlot à bâbord, vers le milieu du navire. Après le début de la construction, le Département technique de l'aéronavale commence à se poser des questions sur la pertinence d'avoir l'îlot à bâbord, pensant que cette position sur les Hiryū et Akagi a eu des répercussions négatives sur les flux d'air sur le pont d'envol. Un autre problème est identifié : la position centrale de cet îlot raccourcit la longueur de l'aire d’appontage, rendant problématique l'atterrissage d'avions de plus en plus rapides et plus lourds. Afin de confirmer ces soupçons, le département technique filme des centaines de décollages et d'appontages sur l'Akagi d'octobre à novembre 1938 ; il décide ensuite de déplacer l'îlot à tribord et plus en avant, à un tiers de la longueur du navire depuis la proue. La construction du Shōkaku était alors la plus avancée. Reconstruire la structure supportant son pont s'avérant trop coûteux, en temps et en argent, aucune modification n'est entreprise. Ce déséquilibre est par la suite compensé par un élargissement d'un mètre du pont d'envol à l'opposé de l'îlot ainsi qu'un rabotage de la partie correspondante à tribord de 50 centimètres ; 100 tonnes de ballast sont rajoutées à bâbord pour rééquilibrer le navire.
Son pont d'envol est long de 242 mètres. Ce pont est desservi par 3 grands ascenseurs mais aucun latéral. Il est recouvert de lattes de bois qui peuvent être perforées par les bombes.

### Armement
L'armement antiaérien (AA) principal du Shōkaku est constitué de huit affûts doubles équipés de canons de 12,7 cm/40 calibres Type 89 à double-emploi (antiaérien et antinavire) montés sur des excroissances le long du pont ; groupés par paires, ils sont situés de chaque côté de la coque. Ces canons ont une portée de 14 700 mètres et un plafond de 9 440 mètres à un angle d'élévation de 90°. Leur cadence maximale est de quatorze coups par minute, mais dans les faits elle tourne autour de huit coups par minute. Le porte-avions est équipé de quatre directeurs de tir Type 94, un par paire de canons de 12,7 cm, bien que celui disposé sur l'îlot puisse les contrôler tous.
L'armement AA secondaire consiste en une douzaine d'affûts triple sur lesquels sont montés des canons de 25 mm Type 96, production sous licence du canon de 25 mm Hotchkiss français ; six sont disposés de chaque côté du pont d'envol. Ce canon est le canon antiaérien léger standard japonais durant la Seconde Guerre mondiale, mais de nombreux défauts de conception le rendent assez inefficace : vibrations excessives, feu de bouche éblouissant, incapacité mécanique à suivre une cible à haute vitesse. Ces canons ont une portée efficace de 1 500 à 5 500 mètres et un plafond de 9 440 mètres à un angle d'élévation de 85°. La faible cadence d'environ 110 à 120 coups par minute s'explique par la nécessité de changer fréquemment le magasin de 15 cartouches. Chaque paire de Type 95 est contrôlée par un directeur de tir Type 95.
Le Shōkaku est le premier porte-avions de la Marine impériale japonaise à être équipé d'un radar, un Type 21 à longue portée, monté sur le toit de l'îlot aux alentours de septembre 1942 ; le Zuikaku en est équipé peu après. Les deux navires en reçoivent un second après octobre, installé dans un dispositif rétractable, adjacent au pont d'envol. Avant juin 1944, un radar de recherche aérienne Type 13 est monté sur le mât tripode à l'arrière de l'îlot. Les deux porte-avions sont aussi équipés d'un hydrophone Type 91 dans la proue ; il n'est néanmoins uniquement utilisable lorsque le navire est à l'ancre ou lorsqu'il avance lentement,.

### Les hangars
Le pont d'envol du Shōkaku mesure 242,2 mètres de long et fait 29 mètres dans sa partie la plus large ; il dépasse la superstructure aux deux bouts, supporté par des piliers. Deux hangars superposés sont installés ; celui du haut est long de 200 mètres, d'une largeur variant entre 18,5 et 24 mètres et d'une hauteur de 4,85 mètres ; celui du bas est plus court de 20 mètres, sa largeur varie entre 17,5 et 20 mètres et il est moins haut de 15 centimètres, ce qui ne le rend accessible qu'aux chasseurs. Au total, ce sont 5 545 m2 qui sont alloués au stockage des avions.
Les avions sont déplacés entre les ponts grâce à trois ascenseurs ; il faut 15 secondes pour parcourir le trajet entre le hangar le plus bas et le pont d'envol. L'ascenseur le plus à l'avant est le plus spacieux, permettant aux avions qui viennent juste d'atterrir d'être descendus sans avoir à replier leurs ailes : il mesure 13 × 16 mètres, alors que les autres font 13 × 12 mètres. Chaque porte-avions dispose d'une grue côté tribord, à la hauteur de l'ascenseur arrière. Rétractable, elle s'intègre dans le pont d'envol.
Le groupe aérien du Shōkaku est composé de 18 chasseurs Mitsubishi A6M « Zéro », 27 bombardiers en piqué Aichi D3A « Val » et 27 bombardier-torpilleurs Nakajima B5N « Kate ». 2 « Zéros », 5 « Vals » et 5 « Kates » sont de plus emportés en réserve, portant le nombre total d'appareils à 84.

## Service

### Pearl Harbor

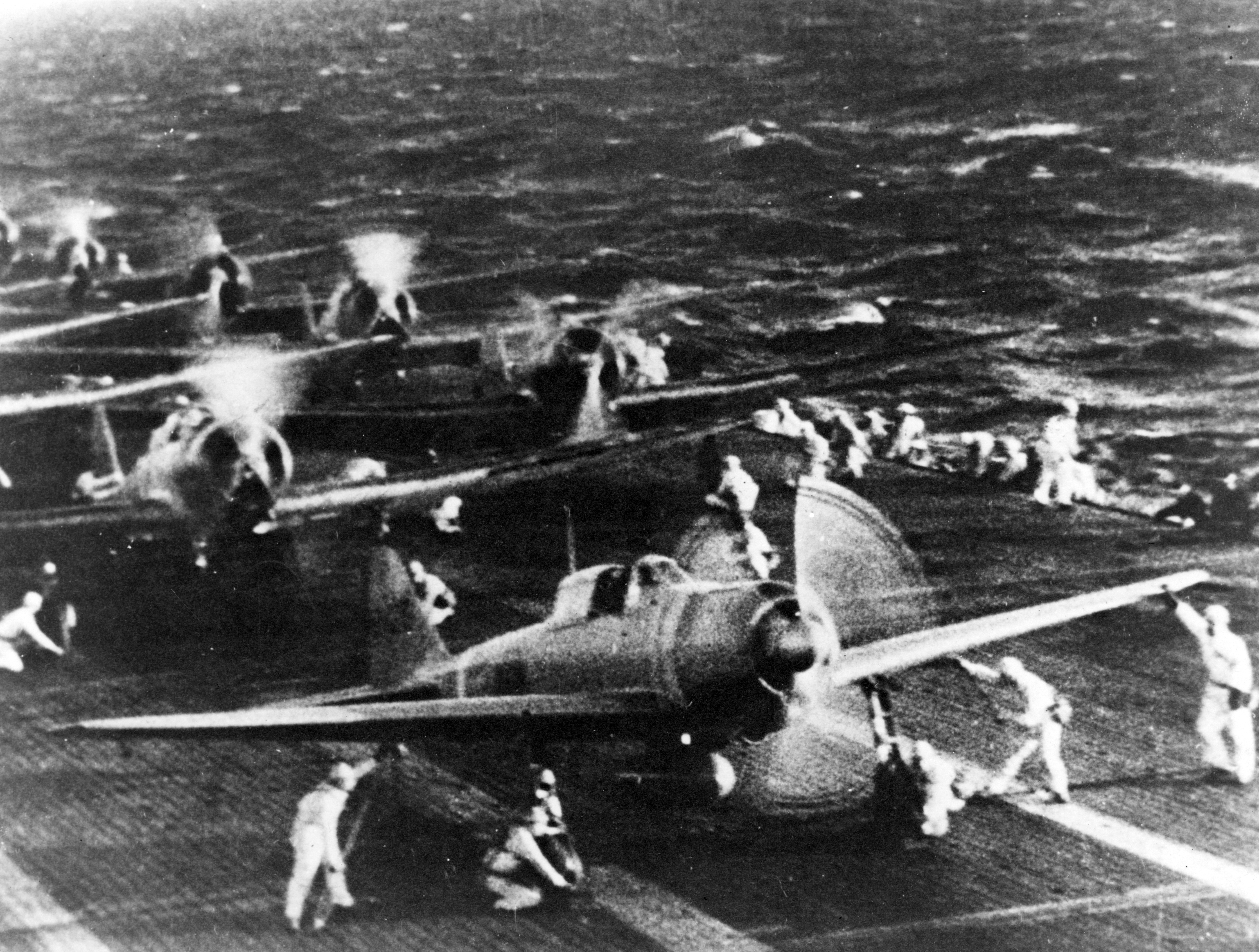
Au matin du 7 décembre 1941, des chasseurs embarqués japonais s'apprêtent à décoller du porte-avions Shōkaku pour attaquer Pearl Harbor.

Peu après son achèvement en 1941, le Shōkaku, en compagnie de son sister-ship le Zuikaku, rejoint la 5e division de porte-avions aux ordres du contre-amiral Chūichi Hara : nouvellement formée, la 5e division fait partie du Kidō Butai, la formation aéronavale de la 1re flotte. C'est alors que commencent l'entraînement et les manœuvres en vue de l'attaque sur Pearl Harbor. Le Shōkaku est doté de 18 Zéro, 27 bombardiers en piqué D3A Val et 27 bombardier-torpilleurs B5N Kate. La totalité des Val participe à la première vague de l'attaque du 7 décembre 1941 ; ceux-ci bombardent Wheeler Army Airfield, Hickam Field et la base aéronavale de l'île de Ford, pendant que les chasseurs mitraillent la base des Marines de Kanoeohe Bay. Seuls les Kate participent à la seconde vague, attaquant une nouvelle fois Ford Island, Hickam Field et Kaneohe Bay. Les avions de la 5e division de porte-avions conduisent la majorité des attaques contre des aérodromes, aidés par des chasseurs des quatre autres divisions.

### 1942
En janvier 1942, en compagnie de l'Akagi et du Kaga de la 1re division de porte-avions le Shōkaku soutient l'invasion de Rabaul dans l'archipel Bismarck : ses avions attaquent Rabaul le 20 janvier puis Kavieng le 23 janvier alors que les Japonais essaient de sécuriser leur ligne défensive sud contre les attaques australiennes. Les avions des quatre porte-avions attaquent la base australienne de Rabaul le 20 janvier.
Le Shōkaku rejoint ensuite le Kidō Butai en prévision d'un raid sur Ceylan. Son groupe aérien a été réorganisé et consiste en 21 Zéros, 21 D3A et 21 B5N. Les Japonais tentent alors de détruire l'Eastern Fleet afin de réduire à néant, dans la région, la puissance aérienne britannique qui menace le flanc de leur conquête de la Birmanie. Les avions du Shōkaku participent au raid du 5 avril sur Colombo, qui coule un croiseur auxiliaire et un destroyer, et endommage sérieusement les structures portuaires. Le Kidō Butai retourne à Ceylan quatre jours plus tard et attaque Trinquemalay ; un cargo est coulé et le monitor HMS Erebus est endommagé. Pendant ce temps, les Japonais repèrent le porte-avions léger HMS Hermes, escorté par le destroyer HMAS Vampire ; les D3A du Shōkaku et du Zuikaku sont les premiers sur les lieux, et les deux navires sont coulés.
Sur le chemin du retour vers le Japon, la 5e division de porte-avions est détournée vers Truk afin de soutenir l'opération Mo, l'assaut lancé sur Port Moresby, en Nouvelle-Guinée. Les Japonais repèrent le pétrolier Neosho et son destroyer d'escorte l'USS Sims, qui sont à tort identifiés comme étant un porte-avions et un croiseur léger. Les avions du Shōkaku et du Zuikaku attaquent les deux navires, coulant le destroyer et endommageant le Neosho suffisamment pour qu'il soit sabordé quelques jours plus tard.
Le matin du 8 mai, les deux camps découvrent leur position respective au même moment, et lancent leur aviation vers 9 h. Les bombardiers en piqué américains SBD Dauntless mettent le pont d'envol du Shōkaku hors d'usage en trois coups au but, mais le porte-avions réussit à éviter toutes les torpilles. De leur côté, les avions japonais endommagent gravement le Lexington grâce à deux torpilles et deux bombes au but, et touchent le Yorktown avec une bombe ; le Lexington sera sabordé peu après. Le groupe aérien du Shōkaku est décimé dans la bataille, les forçant à retourner au Japon pour se réapprovisionner, réparer et entraîner le nouvel équipage des avions ; les réparations prennent trois mois et il ne reprend part aux opérations qu'à partir de la fin du mois d'août.
Le débarquement américain sur Guadalcanal et Tulagi le 7 août 1942 prend les Japonais par surprise. Le lendemain, le porte-avions léger Ryūjō rejoint le Shōkaku et le Zuikaku dans la 1re division de porte-avions, qui part pour les îles Truk le 16 août. Le Shōkaku et le Zuikaku emportent 53 Zéro, 51 D3A, 36 B5N et 2 D4Y Judy de reconnaissance à eux deux. Dans l'après-midi du 24 août, le Zuikaku et le Shōkaku sont repérés par les Américains ; les deux porte-avions lancent la moitié de leurs bombardiers en piqué afin d'attaquer les USS Enterprise et Saratoga. La première vague attaque les deux porte-avions américains, touchant une fois le cuirassé USS North Carolina et trois fois l'USS Enterprise, mais elle est harcelée par un grand nombre d'avions ennemis et un feu nourri de DCA. Incertains des dégâts infligés à l'ennemi, les deux parties se retirent plus tard dans l'après-midi.

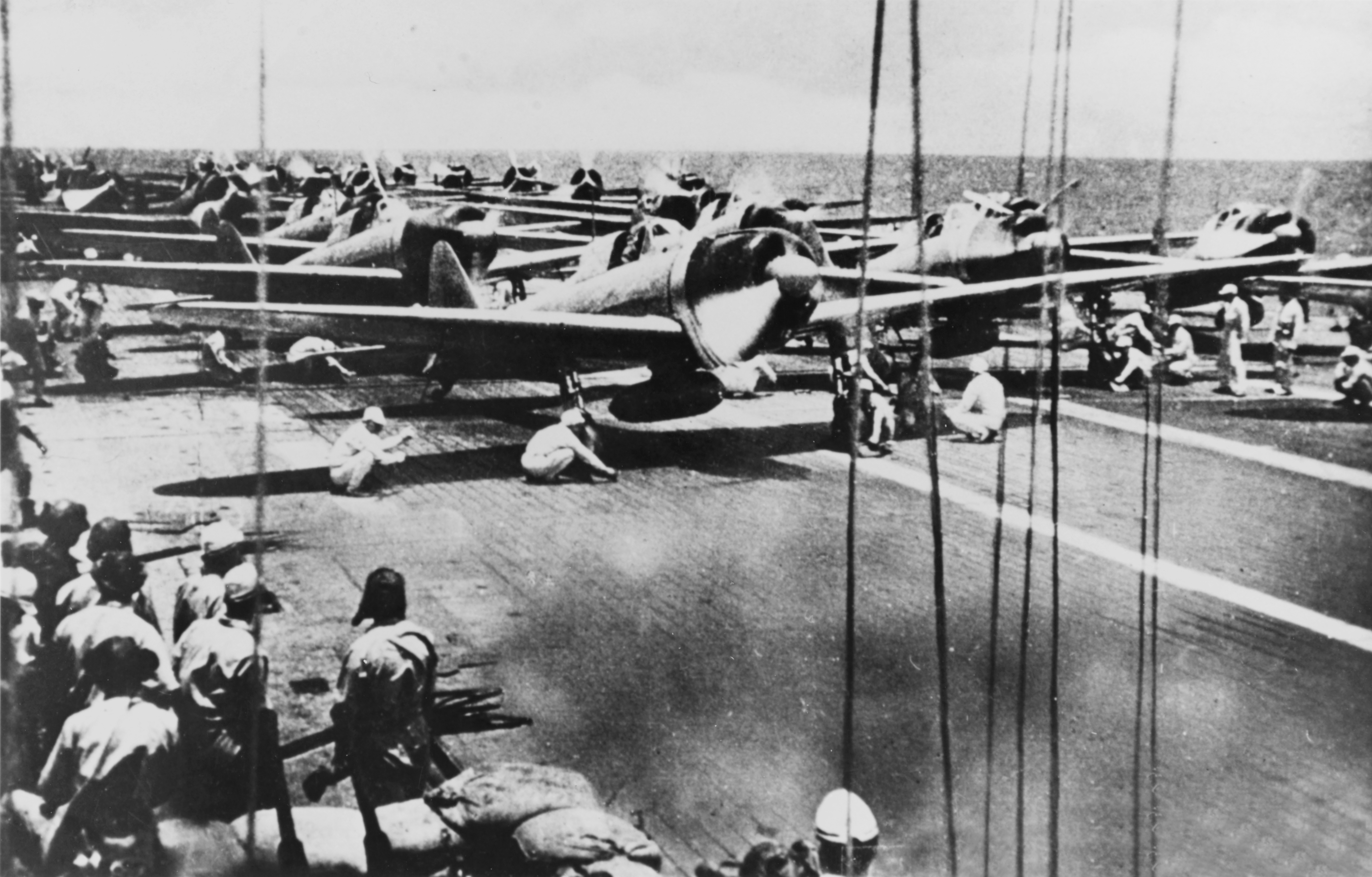
Au matin du 26 octobre 1942, des chasseurs A6M2 s'apprêtent à décoller du porte-avions Shōkaku lors de la bataille des îles Santa Cruz.

La 1re division de porte-avions, renforcée maintenant du porte-avions léger Zuihō, part de Truk le 11 octobre afin de soutenir l'Armée impériale japonaise lors de l'opération destinée à capturer Henderson Field à Guadalcanal. À ce moment-là, les deux Shōkaku totalisent 54 Zéros, 45 D3A et 36 B5N.
Les deux forces ennemies se repèrent mutuellement en début de matinée du 26 octobre et lancent chacune une attaque aérienne. Le Shōkaku est gravement endommagé par six coups au but de bombardiers en piqué SBD Dauntless et d´avions torpilleurs TBD Devastator de l'USS Hornet. Les Japonais quant à eux touchent le Hornet, deux torpilles et trois bombes au but. De plus, deux avions s'écrasent sur le porte-avions américain, l'endommageant sérieusement. L'Enterprise est aussi touché par deux bombes et un destroyer est endommagé lorsqu'un B5N s'écrase sur lui. Des attaques plus tard dans la journée endommagent encore plus le Hornet, qui est abandonné puis coulé par les destroyers Makigumo et Akigumo. Les Japonais perdent près de la moitié des avions participant à la bataille, ainsi que leurs équipages expérimentés. Le 2 novembre, la 1re division de porte-avions reçoit l'ordre de rentrer au Japon pour des réparations et l'entraînement de son équipage.

### 1943
Les réparations du Shōkaku se terminent en mars 1943 ; en compagnie du Zuikaku, il rallie Truk au mois de juillet. En septembre, les Japonais interceptent du trafic radio ennemi suggérant qu'une attaque se prépare sur Wake ; le 17 octobre, le Shōkaku et le gros de la 1re flotte partent pour Eniwetok afin d'intercepter une éventuelle attaque ; celle-ci n'a jamais lieu et la flotte retourne à Truk. Début novembre, la majorité des groupes aériens des deux porte-avions est transférée à Rabaul afin d'y renforcer les défenses, juste à temps pour défendre le port contre le bombardement américain mené quelques jours plus tard. La moitié des effectifs est perdue, pour un résultat insignifiant ; les avions retournent à Truk le 13 novembre. Les sister-ships retournent au Japon en décembre.

### 1944
En février 1944, le Shōkaku est transféré à Singapour. La 1re division de porte-avions part mi-mai pour Tawi-Tawi dans les Philippines. Le 13 juin, la 1re flotte mobile fait route vers Guimaras aux Philippines afin de mener des manœuvres d'entraînement dans des eaux mieux protégées des sous-marins ennemis ; c'est alors que le vice-amiral Jisaburō Ozawa a vent de l'attaque américaine sur les îles Mariannes la veille. Alors qu'elle navigue en mer des Philippines, la flotte repère la Task Force 58 le 18 juin. À ce moment-là, les forces aériennes des deux sister-ships totalisent 54 Zéros, 60 D4Y et 26 bombardier-torpilleurs Nakajima B6N « Jill ». Alors que les porte-avions lancent leur première frappe aérienne le matin suivant, le Taihō est torpillé par le sous-marin USS Albacore et coule. Plus tard dans la matinée, le Shōkaku est torpillé par l'USS Cavalla. Trois des quatre torpilles provoquent des départs de feu dans le hangar, enflammant le carburant aviation et inondant le navire. Alors que la proue commence à couler, les avions et les munitions commencent à glisser vers l'avant, et une bombe explose dans le hangar. Cela enflamme les vapeurs d'essence, déclenchant quatre nouvelles explosions qui achèvent le navire. Le Shōkaku coule quelques minutes plus tard, emportant avec lui 1 263 hommes. 570 rescapés sont repêchés par le croiseur léger Yahagi et le destroyer Urakaze.